# Dioclesian
Dioclesian (The Prophetess, or The History of Dioclesian) är en semiopera i fem akter med musik av Henry Purcell och libretto av Thomas Betterton efter pjäsen The Prophetess av Philip Massinger och John Fletcher (1622), i sin tur löst byggd på den romerske kejsaren Diocletianus leverne.
Dioclesian var Purcells första semiopera och samtidigt hans första större sceniska verk. Operan var producerad av librettisten Betterton och koreograferad av Josias Priest, med vilken Purcell hade samarbetat med i Dido och Aeneas. Operan hade premiär våren 1690 på Dorset Garden Theatre i London.
Profetissan Delphia förutspår att den enkle soldaten Diocles ska bli romersk kejsare efter att ha besegrat en stor tjur. Diocles dödar kungamördaren Volutius Aper ("tjuren") och utropas till kejsare under namnet Dioclesian. Han sviker sin trolovade Drusilla och uppvaktar prinsessan Aurelia. Pressad av Delphia abdikerar Dioclesian till förmån för sin brorson Maximilian.
Ingen av huvudpersonerna sjunger men musiken spelar ändå en viktig roll.